# Écotourisme au Québec
L'écotourisme au Québec, selon Tourisme Québec, repose sur des notions de développement durable. Cette forme de tourisme vise à faire découvrir un milieu naturel tout en préservant son intégrité. L'écotourisme comporte un volet éducatif, par une activité d'interprétation des composantes naturelles ou culturelles du milieu, tout en favorisant une attitude de respect envers l'environnement. L'écotourisme entraîne des bénéfices socioéconomiques pour les communautés locales et régionales.
Attention, ne pas confondre les termes :
- Tourisme vert : tourisme pratiqué en milieu naturel
- Tourisme durable : tourisme basé sur le souci de protéger l’environnement, l’économie et la culture locale.

## Portrait de l’écotourisme au Québec
Au Québec, l’écotourisme s’exerce dans plusieurs cadres, particulièrement :
Les Parcs nationaux du Canada : il y en a trois au Québec
- Parc national du Canada de la Mauricie
- Parc national du Canada Forillon (région touristique de la Gaspésie)
- Réserve de parc national du Canada de l’Archipel-de-Mingan (région touristique de Manicouagan)

Les réseaux de la SEPAQ  : 
- Réseau de parcs nationaux du Québec : 24 parcs qui respectent les zones sensibles des territoires ou qu'ils n'exercent qu'un impact minimal sur le milieu.
- Réseau de réserves fauniques : 15 réserves fauniques sur de vastes territoires forestiers et sauvages où les expériences vécues, reliées à la faune et au plein air, s'harmonisent à la nature.
- Réseau de centres touristiques Québec : 10 centres touristiques dont la mission est de préserver et mettre en valeur certaines richesses patrimoniales et équipements touristiques qui leur sont confiés par le gouvernement.

Les pourvoiries du Québec  : q au Québec qui ont en commun un profond attachement à la nature québécoise et le désir de la mettre en valeur, tout en favorisant son accès au public, dans une perspective de développement durable.
L’écotourisme s’exerce aussi dans les autres territoires protégés que sont les réserves écologiques, les réserves de biodiversité, réserves aquatiques et les ZEC  (Zone d'exploitation contrôlée).
Les sites historiques se prêtent aussi à l’écotourisme pour la conservation de l’environnement patrimonial (Liste des lieux historiques nationaux du Canada au Québec) et culturel .
Des références québécoises pour savoir comment exercer l’écotourisme : Tourisme Québec (Le code des bonnes pratiques de l’écotouriste ),  Aventure écotourisme Québec (code de l’écotouriste ) et sans trace Canada  (principes d’éthique du plein air)  

## Lauréats
Depuis 2007, les grands prix du tourisme québécois  décernent à des entreprises québécoises d’écotourisme le prix « Écotourisme et tourisme d’aventure ». 
Depuis 2010, Aventure Écotourisme Québec  remet différents prix « Excellence » à certains de ses membres qui se sont distinguées pendant l’année. 

### Lauréats nationaux des grands prix du tourisme québécois
Prix de la Société des établissements de plein air du Québec : Écotourisme et tourisme d'aventure
2012
- Or HORIZON X - OUTAOUAIS
- Argent ESCAPADE BORÉALE - BAIE-JAMES & EEYOU ISTCHEE
- Bronze PARC AVENTURES CAP JASEUX - SAGUENAY-LAC-SAINTJEAN

2010
- Or : Fjord en Kayak - Saguenay-Lac-St-Jean
- Argent : Jardin des Glaciers - Manicouagan
- Bronze : Parc récréotouristique du Rocher Cap-Chat - D'Arbre en arbre Cap-Chat - Gaspésie

2009
- Or : Vert et mer - Îles-de-la-Madeleine
- Argent : Aube Aventure - Cap-aux-Os
- Bronze : Centre d'aventure Mattawin - Mauricie

2008 (À partir de 2008, le prix est donné par la Société des établissements de plein air du Québec)
- Or : Aérosport Carrefour d'Aventures - Îles-de-la-Madeleine
- Argent : Mer et Monde Ecotours - Manicouagan
- Bronze : Centre d'aventure Mattawin - Mauricie

2007
- Or : D'Arbre en Arbre Duchesnay inc. - Québec
- Argent : Parc Aventures Cap Jaseux - Saguenay-Lac-Saint-Jean
- Bronze : Corporation de gestion de la Forêt de l'Aigle - Outaouais

### Lauréats - prix Excellence d’Aventure Écotourisme Québec
Producteur Excellence - Bonnes pratiques environnementales
- 2012 - Aventuraid (région touristique Saguenay-Lac-St-Jean)
- 2011- Mer et Monde Écotours (région touristique de Duplessis)
- 2010 - Vallée Bras du Nord, coop de solidarité (région touristique de Québec)

Producteur Excellence  - Produit exceptionnel et de qualité
- 2012 - Fjord en kayak (région touristique : Saguenay-Lac-St-Jean)
- 2011- Au Canot Volant (région touristique : Lanaudière)
- 2010 - Centre d'Aventure Mattawin (région touristique : la Mauricie)

Associé Excellence
- 2012 - Sirius Secourisme en régions isolées (région touristique : Laurentides)
- 2011 - SÉPAQ (Société des établissements du plein air du Québec)
- 2010 - Desjardins

## Certifications
Bureau de normalisation du Québec
- Programme qualité de Tourisme Québec. Écotourisme, tourisme et produits d’écotourisme : norme NQ 9700-060 [12]
- Événement responsable.  Chaque événement est classé selon la norme Gestion responsable d’événements [13]

Conseil des industries durables: certification EcoResponsable  (Peu importe le secteur d’activité de l’entreprise)
RéserVert est le Programme de reconnaissance en développement durable pour l’hôtellerie québécoise initié par l’Association des hôteliers du Québec. Les établissements hôteliers participant s’investissent dans un processus évolutif visant un équilibre des enjeux environnementaux, sociaux et économiques.